# Площадь Макарова (Дзержинск)
Пло́щадь Юрия Макарова — площадь Дзержинска. Расположена в Четвертом кольце города.

## История
Площадь расположена в Четвертом кольце города Дзержинска. Площадь Гайдара сложилась в 1970-е годы. Современное название площадь получила в 2010 году в честь председателя Дзержинского городского исполнительного комитета Юрия Викториновича Макарова. Застроена типовыми домами.

## Примечательные здания и сооружения

### Здания

#### Высотный дом
По форме здание напоминает собой раскрытую книгу, так как первоначально площади дали имя известного детского писателя.

#### Магазин «Автомобилист»
Возле здания находился рынок автомобильных запчастей, теперь убранный к Северным воротам.